# Атанесян, Вальтер Мкртычевич
Вальтер Мкртычевич Атанесян (арм. Վոլտեր Աթանեսյան; 6 июня 1938, село Манес (Алаверди), Армянская ССР — 22 июня 1998, Ереван) — армянский боксер и тренер, мастер спорта, заслуженный тренер Армянской ССР и Республики Армения. Среди его воспитанников — чемпионы Армении, СССР, Европы, мира, участники Олимпийских игр, тренеры сборной Армении.

## Биография

### Семья и корни
Предками Вальтера Атанесяна были выходцы из Персии, перебравшиеся в Российскую империю после Русско-персидкой войны 1826—1828 годов по итогам Туркменчайского договора. После войны род Атанесянов обосновался в округе Мегри (ныне в Сюникской области Армении). Одна из ветвей рода обосновывается в Арцахе.
В годы начала коллективизации и раскулачивания семью Атанесянов сослали в Среднюю Азию. Некоторые члены семьи обосновались в Алма-Ате, где сейчас проживают их потомки.
Отец — Мкртыч (Никита) Ованесович Атанесян (1908—1983 гг.) был агрономом, занимался виноградарством. Ему удалось избежать ссылки благодаря учёбе в Сухумском сельскохозяйственном институте, который он окончил в 1936 году. После женитьбы на Аршалуйс (Асе) Маркосян в 1937 году он вернулся в Армению, а в 1938 году поселился в Ереване. В эти годы Мкртыч Атанесян вступает в коммунистическую партию, благодаря чему возвращает из ссылки на родину большую часть семьи и избегает Сталинских репрессий 1937 года.
Мкртыч Атанесян принял участие в Великой Отечественной войны, прошёл боевой путь до Польши, имел ранение, был награждён. В послевоенные годы занимался виноградарством и работал начальником в институте виноградарства, виноделия и плодоводства в селе Мердзаван Эчмиадзинского района Армянской ССР.
Мать — Аршалуйс (Ася) Маркосян (1918—1983 гг.) происходит из рода амшенцев, перебравшихся из Османской империи в Абхазию в годы Геноцида армян. Училась в Сухумском педагогическом институте, но, выйдя замуж, перебралась в Ереван.
Сестра — Зоя Атанесян (род. 1937) — заслуженный педагог Абхазии, специалист по русскому языку. В молодости снялась в нескольких армянских фильмах («Сердце матери», «Когда рядом друзья»).

### Детство и начало карьеры
В 1938 году молодую семью Атанесянов с двумя детьми из Еревана расквартировали в село Манес для развития местного сельского хозяйства. Здесь 6 июня родился их третий ребёнок Вальтер Атанесян. После возвращения в Ереван в 1940 году детство будущего тренера проходит в центре армянской столице. В 13-летнем возрасте он заинтересовался боксом и втайне от родителей начал посещать школу бокса. Уже с 16 лет регулярно посещает школу бокса, участвует в соревнованиях городского и республиканского уровней.
В 1957—1959 годах он проходит учёбу в Ереванском физкультурном институте (ныне — Армянский государственный институт физической культуры и спорта). После 2-го курса перевёлся в Центральный ордена Ленина институт физической культуры по специализации «бокс». Здесь до окончания вуза в 1961 году он тренировался под руководством старшего преподавателя, серебряного призёра Чемпионата СССР по боксу 1950 года Василия Романова.
В 1959—1962 годах Атанесян становится чемпионом Армянской ССР, входит в состав республиканской сборной по боксу, участвует в первенствах и соревнованиях СССР, выполнив норматив мастера спорта.

### Потомки
В Москве в 1961 году Вальтер Атанесян вступает в брак с Маей Васильевной Мусатовой. Их сын Тигран Атанесян (1962—2017 гг.) — ветеран Первой карабахской войны. Дочь Ася Атанесян (Мовсесян) (род. 1963 г.) преподает физкультуру в школе.

## Тренерская деятельность
С 1961 года Вальтер Атанесян начал работать тренером в спортивной школе юных боксеров (ШЮБ) при министерстве просвещения Армянской ССР (ныне — Олимпийская детско-юношеская спортивная школа бокса имени Владимира Енгибаряна), затем стал главным тренером. С середины 1960-х годов являлся тренером сборной Армянской ССР среди взрослых.
Воспитанники Атанесяна приняли участие в чемпионатах СССР, Европы, мира и в Олимпийских играх. С 1990 года занимал должность директора спортивной школы «Трудовые резервы». В 1969 году Вальтер Атанесян удостоился звания Заслуженного тренера Армянский ССР.
С 2008 года в Ереване периодически проводится городской турнир по боксу памяти Вальтера Атанесяна.

## Знаменитые ученики
В общей сложности Атанесян воспитал порядка 500 спортсменов, среди которых есть чемпионы Армении, СССР, Европы, мира, участники Олимпийских игр, тренеры сборной Армении. Некоторые его ученики после завершения спортивной карьеры стали известными общественно-политическими деятелями, видными предпринимателями.
Наиболее известные ученики — депутат Национального собрания 7-го созыва Армении, чемпион Европы и участник XXVI олимпийских игр Геворкян Артур, генерал-майор МВД Армении Кара-Погосян Роман, заслуженный тренер Армении, чемпион СССР (1975 г.) Аветисян Ашот, призёр чемпионата Европы, бронзовый призёр Спартакиады 1983 года Абгарян Бабкен, заслуженный строитель, бизнесмен, книгоиздатель Самвел Казарян.

## Примечание
1. ↑  'Экекян Э. Турнир Еревана по боксу//Авангард : газета (на армянском языке) — 7 мая 1957 — № 54(5400)
2. ↑  'Экекян Э. Побеждают технически сильные//Физкультурник Армении : газета (на армянском языке) — 17 мая 1957 — № 39(94)
3. ↑  Армянский государственный институт физической культуры и спорта. www.asipc.am. Дата обращения: 16 марта 2020. Архивировано 6 марта 2020 года.
4. ↑  'Институт сильных и ловких Заметка//Вечерняя Москва : — газета — 1 декабря 1960 года. — № 282(11261)
5. 1 2  'Саркисян А.История Армянского бокса— Ереван:2015 (на арм.)
6. ↑  Саркисян А.  Հայկական բռնցքամարտի պատմություն/ История армянского бокса (на арм.)//Учебник — Ереван : 2015.
7. ↑  В Ереване стартовал турнир имени Вальтера Атанесяна, АРМЕНПРЕСС 26 июня, 2008. armenpress.am. Дата обращения: 16 марта 2020. Архивировано 30 августа 2019 года.
8. ↑  Артур Геворгян: «Нужны семимильные шаги», Газета «Голос Армении», 03 марта 2014 г. golosarmenii.am. Дата обращения: 16 марта 2020. Архивировано 25 октября 2020 года.
9. ↑  Казарян Самвел Григорьевич. ru.hayazg.info. Дата обращения: 16 марта 2020. Архивировано 24 февраля 2020 года.